# Ottmar Fink
Ottmar Fink (ur. 27 kwietnia 1896, data śmierci nieznana) – zbrodniarz nazistowski, członek załogi niemieckiego obozu koncentracyjnego Mauthausen-Gusen i SS-Oberscharführer.

## Życiorys
Członek NSDAP i Waffen-SS. Od 1 maja 1942 do 15 stycznia 1943 pełnił służbę w obozie głównym Mauthausen jako wartownik i instruktor dla strażników SS. Następnie od 15 stycznia 1943 do 1 sierpnia 1944 był kierownikiem komanda więźniarskiego i dowódcą oddziału wartowniczego w podobozie Linz I. Wreszcie od 1 sierpnia 1944 do 5 maja 1945 był Blockführerem w podobozie Linz III. Dodatkowo, w lutym 1945, Fink kierował transportem 250 więźniów z obozu głównego do Linz III.
Po zakończeniu wojny Fink zasiadł na ławie oskarżonych w procesie załogi Mauthausen-Gusen (US vs. Hans Bergerhoff i inni), który toczył się przed amerykańskim Trybunałem Wojskowym w Dachau. 23 czerwca 1947 został on skazany na karę 20 lat pozbawienia wolności. Jak ustalił Trybunał oskarżony bił więźniów wielokrotnie, między innymi kablem elektrycznym. W wyniku rewizji wyroku w dniu 26 lutego 1948 karę zmniejszono do 10 lat pozbawienia wolności uznając, iż wymierzona uprzednio kara jest zbyt surowa.